# Pierkunowo
Pierkunowo (deutsch Pierkunowen, 1935 bis 1945 Perkunen) ist ein Dorf in der polnischen Woiwodschaft Ermland-Masuren und gehört zur Landgemeinde Giżycko (Lötzen) im Powiat Giżycki (Kreis Lötzen). Der Ortsname leitet sich von dem altpreußischen Donnergott Perkunos ab, der bei Steinort seine Weihestätten besaß.

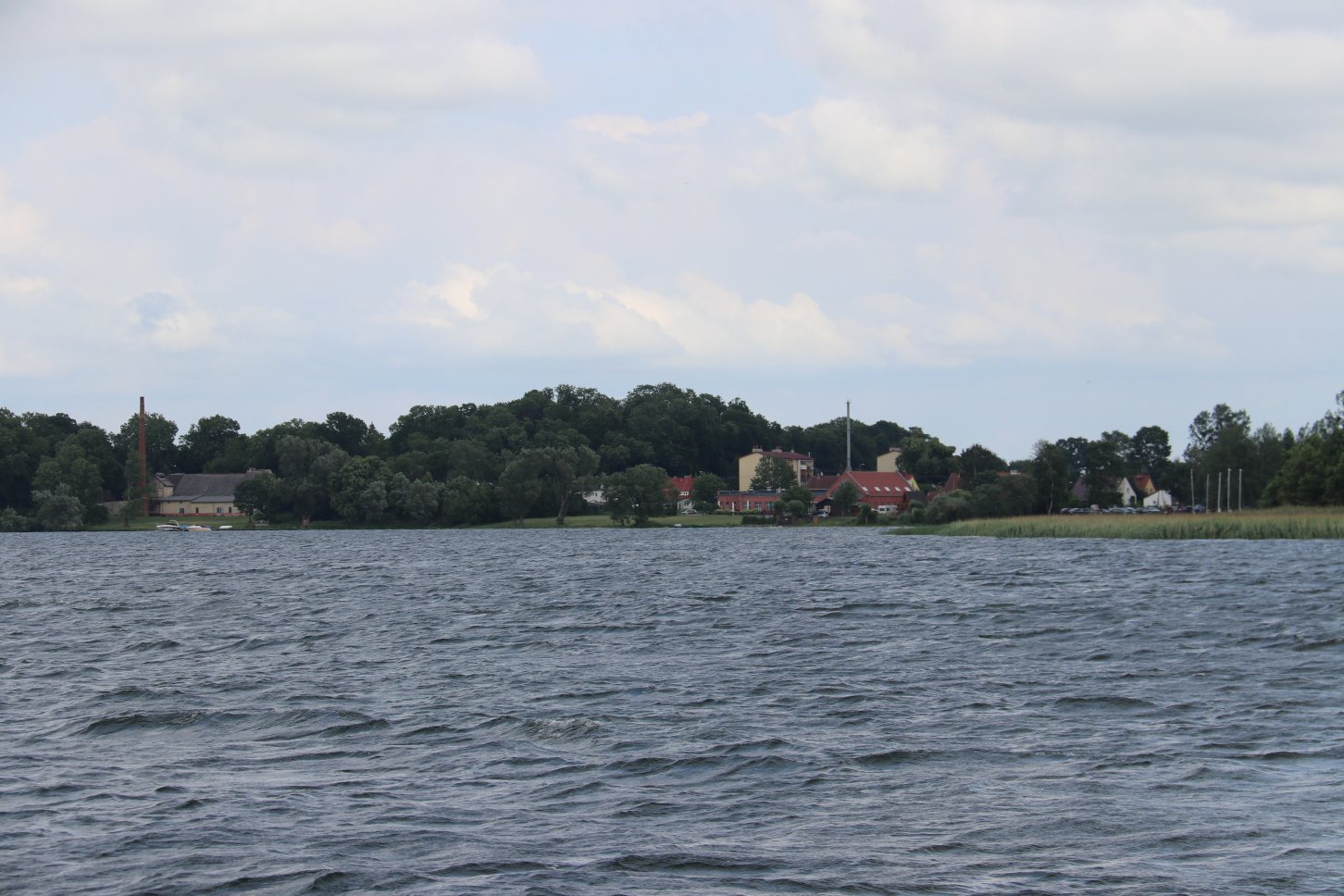
Pierkunowo vom Kisajno aus gesehen

## Geographische Lage
Pierkunowo liegt am Ostufer des Kisajno (deutsch Kissainsee) und wenige hundert Meter westlich des Tryd (deutsch Tritt) im nördlichen Osten der Woiwodschaft Ermland-Masuren. Die Kreisstadt Giżycko (Lötzen) liegt fünf Kilometer südwestlich.

## Geschichte
Das kleine Dorf Pierkunowen mit der späteren Domäne wurde nach einer Handfeste aus dem Jahre 1561 von dem Schulz von Pierkunowen gegen den Erhalt des Ortes Faulheyde (Faulhöden, polnisch Fuleda) abgetreten. Im Jahre 1874 wurde der Ort mit den zugehörigen Ortschaften Poganten (polnisch Poganty) und Roggen (Róg Pierkunowski)Amtsdorf und namensgebend für einen Amtsbezirk. Dieser gehörte zum Kreis Lötzen im Regierungsbezirk Gumbinnen (ab 1905 Regierungsbezirk Allenstein) in der preußischen Provinz Ostpreußen. Im Jahre 1910 zählte Pierkunowen 382 Einwohner.
Aufgrund der Bestimmungen des Versailler Vertrags stimmte die Bevölkerung im Abstimmungsgebiet Allenstein, zu dem Pierkunowen gehörte, am 11. Juli 1920 über die weitere staatliche Zugehörigkeit zu Ostpreußen (und damit zu Deutschland) oder den Anschluss an Polen ab. In Pierkunowen stimmten 200 Einwohner für den Verbleib bei Ostpreußen, auf Polen entfielen keine Stimmen.
Am 30. September wurde aus dem Gutsbezirk Pierkunowen und den Inseln Kadlupka, Sosnowi und Switalowi (Gutsbezirk Rudowker Forst) die neue Landgemeinde Pierkunowen gebildet. Die Einwohnerzahl belief sich 1933 auf 239 und betrug – nach der Umbenennung des Dorfes in „Perkunen“ am 5. Oktober 1935 – im Jahr 1939 noch 219.
1945 kam der Ort in Kriegsfolge zusammen mit dem südlichen Ostpreußen zu Polen und trägt seitdem die polnische Namensform „Pierkunowo“. Es ist heute Sitz eines Schulzenamtes (polnisch sołectwo) und eine Ortschaft im Verbund der Gmina Giżycko (Landgemeinde Lötzen) im Powiat Giżycki (Kreis Lötzen), vor 1998 zur Woiwodschaft Suwałki, seither zur Woiwodschaft Ermland-Masuren zugehörig.

### Amtsbezirk Pierkunowen/Perkunen (1874–1945)
Zum Amtsbezirk Pierkunowen, 1935 in „Amtsbezirk Perkunen“ umbenannt, gehörten anfangs fünf, am Ende nur noch vier Orte:
| Name                 | Änderungsname 1938 bis 1945 | Polnischer Name | Bemerkungen                       |
| -------------------- | --------------------------- | --------------- | --------------------------------- |
| Pierkunowen          | (ab 1935:) Perkunen         | Pierkunowo      |                                   |
| Pietzonken           | (ab 1930:) Grünau           | Pieczonki       |                                   |
| Schwiddern           |                             | Świdry          |                                   |
| Spiergsten           | Spirgsten                   | Spytkowo        |                                   |
| Spiergsten-Grünwalde | Spirgsten-Grünwalde         | Zielony Gaj     | 1928 nach Pietzonken eingemeindet |

Am 1. Januar 1945 gehörten noch Grünau, Perkunen, Schwiddern und Spirgsten zum Amtsbezirk.

## Religionen
Vor 1945 war Pierkunowen in die Evangelische Pfarrkirche Lötzen in der Kirchenprovinz Ostpreußen der Kirche der Altpreußischen Union und in die Katholische Pfarrkirche St. Bruno Lötzen im Bistum Ermland eingepfarrt. 
Heute gehört Pierkunowo zur katholischen Pfarrei p.w. św. Kazimierzy Królewicza in Giżycko (mit Filialkirche in Pieczonki) im Bistum Ełk der Römisch-katholischen Kirche in Polen und zur Evangelischen Pfarrkirche in Giżycko in der Diözese Masuren der Evangelisch-Augsburgischen Kirche in Polen.

## Schule
Eine Schule wurde in Pierkunowen 1817 gegründet. 1945 wurde sie zweiklassig geführt.

## Verkehr
Das Küstendorf Pierkunowo liegt ein wenig abseits, ist jedoch über eine Straße direkt von der Kreisstadt Giżycko aus über Antonowo (Antonowen, 1938 bis 1945 Antonsdorf) zu erreichen. Außerdem enden zwei Landwege aus nördlicher Richtung von Poganty (Poganten) und Róg Pierkunowski (Roggen) kommend in Pierkunowo. Die nächste Bahnstation ist der Bahnhof Giżycko an der Bahnstrecke Głomno–Białystok.